# Karel Altman
PhDr. Karel Altman, CSc. (* 11. května 1960 v Brně) je český historik a etnolog. Působí jako vědecký pracovník na brněnském pracovišti Etnologického ústavu Akademie věd ČR.

## Život
Po absolvování gymnázia v Brně vystudoval v letech 1979 – 1984 historii a češtinu na Filozofické fakultě Masarykovy univerzity (tehdy UJEP). V roce 1984 se stal pracovníkem Etnologického ústavu Akademie věd ČR. Jeho vědecká práce byla zaměřena zejména na vývoj společnosti v Brně, kde prolíná jak poznatky přímo vycházející z historiografie, tak z etnologie. Významné jsou zejména jeho práce o brněnských hostincích a hospodách, různých neformálních sdruženích a spolcích na přelomu 19. a 20. století v Brně či o trampském hnutí.

## Publikace
- Krčemné Brno. O hostincích, kavárnách a hotelech, ale také hospodách, výčepech a putykách v moravské metropoli. Brno 2003.
- Zlatá doba štamgastů pražských hospod. Brno 2003.